# Associazione Sportiva Cittadella 2005-2006

## Organico

### Rosa
| N. |                      | Ruolo | Calciatore            |
| -- | -------------------- | ----- | --------------------- |
|    | Italia (bandiera)    | P     | Tommaso Peresson      |
|    | Italia (bandiera)    | P     | Andrea Pierobon       |
|    | Italia (bandiera)    | D     | Simone Borriero       |
|    | Italia (bandiera)    | D     | Nicolò Cherubin       |
|    | Italia (bandiera)    | D     | Fabio Cozza           |
|    | Italia (bandiera)    | D     | Mattia De Checchi     |
|    | Italia (bandiera)    | D     | Massimiliano Giacobbo |
|    | Benin (bandiera)     | D     | Damien Chrysostome    |
|    | Italia (bandiera)    | D     | Andrea Manucci        |
|    | Italia (bandiera)    | D     | Andrea Milani         |
|    | Italia (bandiera)    | D     | Matteo Rubin          |
|    | Italia (bandiera)    | D     | Mario Stancanelli     |
|    | Italia (bandiera)    | C     | Enrico Maria Amore    |
|    | Italia (bandiera)    | C     | Alessandro Campo      |
|    | Italia (bandiera)    | C     | Davide Carteri        |
|    | Italia (bandiera)    | C     | Giulio Fontana        |
|    | Australia (bandiera) | C     | Mario Karlovic        |

| N. |                         | Ruolo | Calciatore              |
| -- | ----------------------- | ----- | ----------------------- |
|    | Italia (bandiera)       | C     | Gianluca Macrì          |
|    | Italia (bandiera)       | C     | Alberto Marchesan       |
|    | Italia (bandiera)       | C     | Stefano Mazzocco        |
|    | Italia (bandiera)       | C     | Roberto Musso           |
|    | Italia (bandiera)       | C     | Gianfranco Nardi        |
|    | Italia (bandiera)       | C     | Johnny Pozzi            |
|    | Italia (bandiera)       | C     | Alessio Sestu           |
|    | Burkina Faso (bandiera) | C     | Jacques Wekouri Ouewele |
|    | Italia (bandiera)       | A     | Cristian Altinier       |
|    | Italia (bandiera)       | A     | Roberto Colussi         |
|    | Italia (bandiera)       | A     | Joachim De Gasperi      |
|    | Francia (bandiera)      | A     | Mohamed Fofana          |
|    | Italia (bandiera)       | A     | Stefano Ghirardello     |
|    | Italia (bandiera)       | A     | Riccardo Meggiorini     |
|    | Italia (bandiera)       | A     | Daniele Pepe            |
|    | Italia (bandiera)       | A     | Luca Riberto            |

### Staff tecnico
| Allenatore: | Claudio Foscarini |

## Risultati

### Campionato

#### Girone di andata
| 27 agosto 2005 1ª giornata | Cittadella | 0 – 3 | Pavia |  |

| 4 settembre 2005 2ª giornata | Novara | 1 – 0 | Cittadella |  |

| 10 settembre 2005 3ª giornata | Cittadella | 2 – 0 | Lumezzane |  |

| 18 settembre 2005 4ª giornata | Spezia | 1 – 1 | Cittadella |  |

| 23 settembre 2005 5ª giornata | Cittadella | 1 – 1 | Padova |  |

| 2 ottobre 2005 6ª giornata | Monza | 2 – 1 | Cittadella |  |

| 8 ottobre 2005 7ª giornata | Cittadella | 1 – 0 | Giulianova |  |

| 16 ottobre 2005 8ª giornata | Cittadella | 0 – 1 | Teramo |  |

| 22 ottobre 2005 9ª giornata | Salernitana | 1 – 0 | Cittadella |  |

| 4 novembre 2005 10ª giornata | Cittadella | 2 – 0 | Pro Sesto |  |

| 11 novembre 2005 11ª giornata | Sambenedettese | 0 – 4 | Cittadella |  |

| 18 novembre 2005 12ª giornata | Cittadella | 1 – 2 | Pro Patria |  |

| 27 novembre 2005 13ª giornata | Fermana | 0 – 1 | Cittadella |  |

| 4 dicembre 2005 14ª giornata | Cittadella | 0 – 0 | San Marino |  |

| 10 dicembre 2005 15ª giornata | Ravenna | 0 – 0 | Cittadella |  |

| 18 dicembre 2005 16ª giornata | Cittadella | 1 – 1 | Genoa |  |

| 21 dicembre 2005 17ª giornata | Pizzighettone | 1 – 1 | Cittadella |  |

#### Girone di ritorno
| 8 gennaio 2006 18ª giornata | Pavia | 0 – 1 | Cittadella |  |

| 14 gennaio 2006 19ª giornata | Cittadella | 0 – 1 | Novara |  |

| 20 gennaio 2006 20ª giornata | Lumezzane | 1 – 2 | Cittadella |  |

| 29 gennaio 2006 21ª giornata | Cittadella | 1 – 0 | Spezia |  |

| 5 febbraio 2006 22ª giornata | Padova | 2 – 2 | Cittadella |  |

| 18 febbraio 2006 23ª giornata | Cittadella | 0 – 1 | Monza |  |

| 26 febbraio 2006 24ª giornata | Giulianova | 0 – 2 | Cittadella |  |

| 3 marzo 2006 25ª giornata | Teramo | 4 – 0 | Cittadella |  |

| 10 marzo 2006 26ª giornata | Cittadella | 2 – 1 | Salernitana |  |

| 18 marzo 2006 27ª giornata | Pro Sesto | 1 – 1 | Cittadella |  |

| 26 marzo 2006 28ª giornata | Cittadella | 2 – 0 | Sambenedettese |  |

| 1º aprile 2006 29ª giornata | Pro Patria | 1 – 0 | Cittadella |  |

| 9 aprile 2006 30ª giornata | Cittadella | 3 – 0 | Fermana |  |

| 13 aprile 2006 31ª giornata | San Marino | 3 – 1 | Cittadella |  |

| 23 aprile 2006 32ª giornata | Cittadella | 2 – 1 | Ravenna |  |

| 1º maggio 2006 33ª giornata | Genoa | 1 – 3 | Cittadella |  |

| 7 maggio 2006 34ª giornata | Cittadella | 0 – 2 | Pizzighettone |  |